# 정용연
정용연(鄭龍衍, 1960년 3월 8일 ~ )은 대한민국의 제6·7대 경기도 광명시의원이다.

## 학력
- 주암초등학교 졸업

## 경력
- 광명시 산악연맹 부회장
- 광명시 체육회 부회장
- 2010.07 ~ 2014.06 제6대 경기도 광명시의회 의원
- 2010.07 ~ 2012.07 제6대 경기도 광명시의회 전반기 운영위원회 위원
- 2012.07 ~ 2014.06 제6대 경기도 광명시의회 후반기 의장
- 2014.07 ~ 2015.03 제7대 경기도 광명시의회 의원
- 2014.07 ~ 2015.03 제7대 경기도 광명시의회 전반기 의회운영위원회 위원
- 2014.07 ~ 2015.03 제7대 경기도 광명시의회 전반기 자치행정위원회 위원장
- 2014.07 ~ 2015.03 제7대 경기도 광명시의회 전반기 예산결산특별위원회 위원

## 역대 선거 결과
|  | 46.83% |

|  | 13.90% |

|  | 23.77% |

|  | 19.36% |